# بخشدار آهنی
بخشدار آهنی (انگلیسی: Il prefetto di ferro) یک فیلم درام ایتالیایی محصول سال ۱۹۷۷ به کارگردانی پاسکواله اسکوئیتیری است.

## داستان
این فیلم داستان چزاره موری، بخشدار ایتالیایی را روایت می‌کند که قبل و در طول دوره فاشیست‌ها بیشتر با نام «بخشدار آهنین» شناخته می‌شد و بر اساس کتاب زندگی‌نامه‌ای به همین نام نوشته آریگو پتاکو است. این فیلم با استقبال خوبی روبرو شد اما به دلیل کم‌اهمیت جلوه دادن فاشیسم موری نیز مورد انتقاد قرار گرفت.